# Fontvieille (Mónaco)
Fontvieille (en monegasco: Funtanaveya) es el más nuevo de los  distritos del Principado de Mónaco y una de las diez nuevas circunscripciones electorales.

## Historia
A diferencia de los otros distritos de la ciudad de Mónaco-Ville, Montecarlo y La Condamine, Fontvieille fue construido, según el diseño del ingeniero italiano Gianfranco Gilardini, casi enteramente en tierras ganadas al mar artificialmente y por lo tanto representa una de las partes más jóvenes del principado. Con el fin de combatir la escasez crónica de tierras en el Principado, densamente poblado al extremo, en 1966 se iniciaron las obras para crear nuevas tierras en el mar Mediterráneo al suroeste de Le Rocher. En 1981, el entonces Príncipe Heredero Alberto (desde el 6 de abril de 2005 Alberto II, Príncipe de Mónaco) colocó la piedra angular del nuevo barrio de la ciudad.
La existencia de Fontvieille, y sus numerosos proyectos de obras públicas, se relaciona sustancialmente con el antiguo Príncipe de Mónaco, la reputación del Príncipe Rainiero III como Príncipe Constructor.
Los planes anunciados a finales de 2009 para ampliar Fontvieille por el Departamento de Desarrollo Urbano fueron supervisados actualmente por el Príncipe Alberto. El plan consiste en construir un pequeño espacio de 0,06 km² o 6 hectáreas en el lado oeste de la roca, pero no se han llevado a cabo a la fecha.
A pesar de no ser la parte más cara de Mónaco, los pisos o apartamentos también son muy costosos. Por ejemplo, un apartamento de 65 m² (700 ft²) de 1 dormitorio con 1 baño y 1 espacio de estacionamiento para automóviles, se ofreció a 3.200.000 euros (unos 3.514.000 dólares de Estados Unidos) en mayo de 2015.

## Geografía
Es un área recientemente construida sobre unos terrenos ganados al Mediterráneo durante los años 70 y tiene una población de 3300 habitantes en un área de 0,32 km² (o 32 hectáreas). 4 hectáreas (9.9 acres) de Fontvieille esta dedicadas al Parque de Fontvieille y al Jardín de Rosas de la Princesa Grace.
Parte de sus límites en el sur incluyen la frontera con la República Francesa en la que se ubican muy cerca el Estadio Didier Deschamps y el Puerto de Cap d'Ail.

## Deporte
En Fontvieille se ubica el Stade Louis II (o Estadio Luis II), que sirve como estadio del AS Monaco FC, club que es uno de los más exitosos en la Ligue 1 de Francia; en el estadio se encuentran las oficinas de la International University of Monaco (IUM). El estadio también albergó, desde 1998 hasta 2012, la Supercopa de Europa, un evento anual entre los ganadores de las dos principales competiciones de la UEFA, la Champions League y la UEFA Cup.
También contiene un pequeño pabello deportivo o sala de deportes de interior llamada Salle Gaston Médecin donde el AS Mónaco Basket  juega en la LNB Pro A, además de recibir otros eventos de deportes como el balonmano, voleibol, gimnasia, entre otros.

## Transporte
En el distrito se encuentra el Helipuerto de Mónaco, provisto de frecuentes enlaces con el aeropuerto de Niza en la vecina Francia, desde la cual se tiene conexiones directas a Nueva York, Londres y otros importantes destinos de Europa.
En el lado sur de la Roca de Mónaco se encuentra también el Jardín Zoológico de Mónaco, establecido por Raniero III de Mónaco en 1954.